# Nakagawa Kazumasa

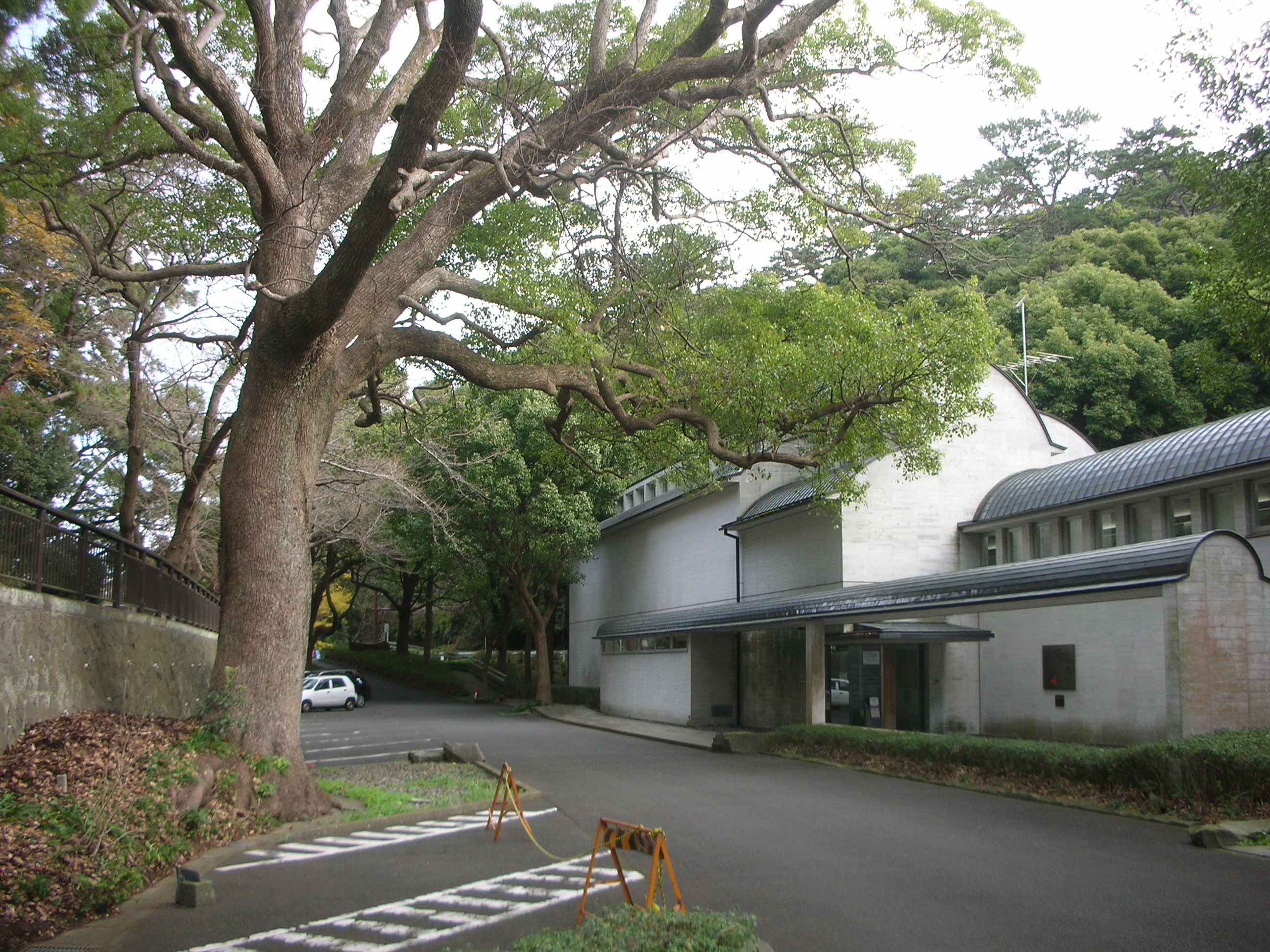
Nakagawa-Museum in Manazuru

Nakagawa Kazumasa (japanisch 中川 一政;  geb. 14. Februar 1893 in der Präfektur Tokio; gest. 5. Februar 1991) war ein japanischer Maler im westlichen Stil (Yōga) der Taishō- und Shōwa-Zeit. Er verfasste auch Gedichte und zahlreiche Essays.

## Leben und Werk
Nakagawa lebte nach Abschluss der Mittelschule ab 1913 anderthalb Jahre in Ashiya in der Präfektur Hyōgo. Während dieser Zeit wurde er durch die Zeitschrift „Shirakaba“ und durch die Bibel beeinflusst. Im Sommer 1914 begann er Ölbilder zu malen. Im selben Jahr kehrte er nach Tōkyō zurück, wo dann sein Bild „Reiswein Speicher“ (酒蔵 Sakegura) in der 14. Ausstellung der Tatsumi Gakai (巽画会) gezeigt wurde. Im nächsten Jahr besuchte er Kishida Ryūsei, mit dem er sich anfreundete. Im Oktober des Jahres wurde er in die Gruppe Sōdosha (草土社) aufgenommen, die von Ryūsei und dem Maler Kimura Sōhachi (木村 荘八; 1893–1958) organisiert worden war. Über Ryūsei wurde er mit den Schriftstellern Mushanokōji Saneatsu, Shiga Naoya und anderen Mitgliedern der Künstlergruppe Shirakaba bekannt.
1915 zeigte Nakagawa Arbeiten auf der 2. Ausstellung der Nika-kai (二科会) und auf der 8. Ausstellung 1921 drei Arbeiten, darunter „Stillleben“ (静物 Seibutsu), für das er einen Preis erhielt. Als 1922 sich die Künstlergemeinschaft Shun’yōkai zusammenfand, wurde er, zusammen mit Ryūsei, Yorozu Tetsugorō und Saitō Yori (斎藤与里; 1885–1959), als Gastmitglied dazu gebeten. Bekannt wurde er auch mit seinen Illustrationen zu Ozaki Shirōs Roman „Menschliches Theater“ (人生劇場 Jinsei gekijō) und Illustrationen in Zeitungen.
1925 publizierte Nakagawa ein Buch über van Gogh, unter dessen Einfluss er für eine Weile stand. 1927 schloss er sich der Rōsō-kai an, die von Kosugi Hōan gebildet worden war. Bis 1945 hielt er Vorlesungen über die klassische chinesische Kunst. Von 1938 bis 1943 war er Juror für die staatliche Kunstausstellung des „Teiten“ (帝展).
Nach 1945 zeigt er weiter Bilder auf den Ausstellungen der Shun’yō-kai, daneben aber auch auf anderen Ausstellungen, wie der Shūsaku bijutsu-ten (秀作美術展). Von 1954 bis 1955 reiste er zum ersten Mal nach Europa. 1958 zeigte er das Bild „Erdbeere in einem Krug“ (苺とあかえの鉢 Ichigo to akae no hachi) auf der Pittsburgh International Exhibition of Modern Painting and Sculpture. 1948 und 1964 reiste er durch China. – 1975 erhielt Nakagawa den Orden für kulturelle Verdienste.
Ausgehend von einer japanischen Variante des Fauvismus entwickelte Nakagawa einen eigenen, kraftvollen Stil. Zu seinen Werken nach 1945 gehören „Marien-Garten“ (マリア園, Maria-en; 1959), „Blick auf Onomichi“ (尾道展望 Onomichi tembō; 1962). Weiter gibt es zahlreiche Bilder mit Rosen-Vasen. Zu seinem literarischen Vermächtnis gehören die Sammlung von Gedichten „Der Berg gegenüber“ (向ふ山 Mukau yama; 1953), eine Sammlung von Essays „Unsichtbare Welt“ (見えない世界 Mienai sekai; 1954), „Aufzeichnungen vom Gras am Wegesrand“ (道芝の記 Michishiba no ki; 1959) und „Schnee auf dem Berg Kōro“ (香爐峰の雪 Korō-hō no yuki; 1950).
In Manazuru (Präfektur Kanagawa) zeigt das Nakagawa-Kazumasa-Kunstmuseum (中川一政美術館) einen Teil des Werkes, macht Führungen und leistet pädagogische Arbeit.